# Monmouth (Oregon)
Monmouth is een plaats (city) in de Amerikaanse staat Oregon, en valt bestuurlijk gezien onder Polk County.

## Demografie
Bij de volkstelling in 2000 werd het aantal inwoners vastgesteld op 7741. In 2006 is het aantal inwoners door het United States Census Bureau geschat op 9476, een stijging van 1735 (22,4%).

## Geografie
Volgens het United States Census Bureau beslaat de plaats een oppervlakte van 5,0 km², geheel bestaande uit land. Monmouth ligt op ongeveer 72 m boven zeeniveau.

## Plaatsen in de nabije omgeving
De onderstaande figuur toont nabijgelegen plaatsen in een straal van 20 km rond Monmouth.